# Ekonomiklass

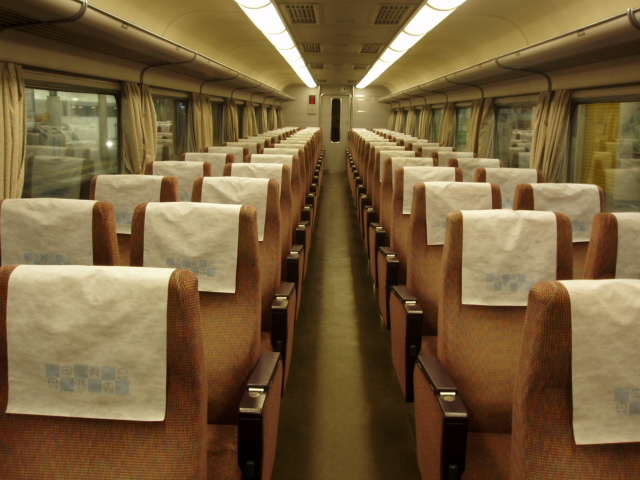
Ekonomiklass i ett japanskt tåg.

Ekonomiklass är den billigaste klassen på flygplan, järnväg och båt. Historiskt sett har denna klass kallats för turistklass på fartyg eller tredje klass på tåg.
Även om ekonomiklass i flygplan och tåg har mindre benutrymme och sämre service, föredras den av de flesta på grund av lägre biljettpris.

## Ekonomiklass på järnväg
I många länder existerar det klassuppdelade tåg, men järnvägsbolag i många länder har infört nya namn, så som i USA och England "Coach Class" eller "Standard Class" för det som tidigare var tredje klass.

## Ekonomiklass på flygplan

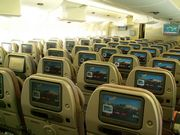
Ekonomiklass i Emirates Airline Airbus A380

Flera flygbolag har i marknadsföringssyfte infört nya namn på sin ekonomiklass, exempelvis:
- British Airways Euro Traveller / World Traveller
- Scandinavian Airlines SAS Go

För att spara kostnad och kunna ha lägre priser serveras under 2000-talet oftast mat endast mot betalning i ekonomiklass, s.k. buy on board, eller så erbjuds mindre förtäring såsom alkoholfri dryck och fikabröd/snacks. Detta varierar från flygbolag till flygbolag och beror också på flygningens längd. På interkontinentala flygningar erbjuds emellanåt mat inkluderad i biljettpriset medan flygningar inom Europa ofta är såpass korta att det endast erbjuds mindre förtäring eller ingen alls.